# Borgo Valbelluna
Borgo Valbelluna es una comuna italiana perteneciente a la provincia de Belluno de la región de Véneto.
El actual municipio fue fundado el 30 de enero de 2019 mediante la fusión de las hasta entonces comunas separadas de Mel (la actual capital municipal), Lentiai y Trichiana.
En 2022, el municipio tenía una población de 13 434 habitantes.
Comprende un conjunto de localidades rurales ubicadas junto a la orilla meridional del río Piave, entre unos 10 y 20 km al suroeste de la capital provincial Belluno.